# قشلاق حاج شيرين مصيب (مقاطعة بيله سوار)
قشلاق حاج شیرین مصیب (بالفارسية: قشلاق حاج شیرین مصیب) هي منطقة سكنية تقع في إيران في أردبيل. يقدر عدد سكانها بـ 152 نسمة .